# Oxychloris scariosa
Oxychloris scariosa är en gräsart som först beskrevs av Ferdinand von Mueller, och fick sitt nu gällande namn av Michael Lazarides. Oxychloris scariosa ingår i släktet Oxychloris och familjen gräs. Inga underarter finns listade i Catalogue of Life.